# Аштавакра-гита
Аштавакра-гита (санскр.  अष्टावक्रगीता, IAST: aṣṭāvakra-gītā, «Песнь Аштавакры»), также известна под названием Аштавакра-самхита — священный текст индуизма, излагающий философию Адвайта-веданты. Содержание текста представляет собой беседу индийского мудреца Аштавакры и легендарного царя царства Митхилы по имени Джанака.
Аштавакра-гита — сравнительно короткий текст, состоящий из 298 двустиший (шлок), разбитых на двадцать глав. Тем не менее, описание мистического опыта в Аштавакра-гите по своей силе, выразительности и поэтичности сравнивается современными комментаторами с диалогами Платона, Дао дэ цзин и Бхагавад-гитой.

## Датировка
Радхакамал Мукерджи, индийский социолог, датировал книгу периодом, сразу же после написания индуистского писания Бхагавад Гита (ок. 500—400 до н. э.). Дж. Л. Брокингтон, профессор санскрита в Эдинбургском университете, помещает Аштавакра-гиту намного позже, предполагая, что она была написана либо в восьмом веке нашей эры последователем Шанкары, либо в четырнадцатом веке во время возрождения учения Шанкары.
В двадцатом веке Аштавакра-гита переведена на основные европейские (включая русский) языки.

## Значение
Аштавакра-гита излагает традиционную философию Адвайта-веданты.
Высокую оценку Аштавакра-гите дали представители данной традиции Рамакришна и Вивекананда, а также известные индийские философы и духовые учителя: Шри Ашарам Бапу, Свами Чинмайананда, Шри Шри Рави Шанкар, Сарвепалли Радхакришнан.

## Основные идеи
Аштавакра-гита утверждает, что для достижения освобождения необходимо избегать объектов чувств и признать иллюзорность проявленного мира, возникающего вследствие неведения.
Мудрец осознаёт, что он — во всех существах, и все существа — в нём. Признаки освобождения выражаются в том, что ум более ни к чему не привязан, ничего не отвергает, ни за что не держится, ничему не радуется и ничем не огорчается.
Чтобы покинуть самсару, нужно достичь бесстрастности и хладнокровия, отринув желания, враждебность, выгоды и потери, добрые и плохие дела, и, тем самым, обрести безразличие ко всему.
Аштавакра-гита в соответствии с философией недвойственности декларирует несубстанциональность таких понятий, как бытие и небытие, добро и зло, правильное и неправильное, моральное и аморальное.
Осознание высшей реальности ведёт к отказу от привязанности к богатству, друзьям, врагам, священным писаниям и от поисков освобождения.